# Суарес, Уго
У́го Суа́рес Ва́ка (исп. Hugo Suárez Vaca; родился 7 февраля 1982 года, Санта-Крус-де-ла-Сьерра) — боливийский футболист, игравший на позиции вратаря. Выступал за сборную Боливии.

## Биография
Суарес начал карьеру в клубе «Реал Санта-Крус» из своего родного города. Он был включён в заявку команды на участие в чемпионате, как третий вратарь, но дебютировать за клуб ему так и не удалось. В 2004 году Уго перешёл в «Хорхе Вильстерманн». В том же году он дебютировал в боливийской лиге. Выступая за «лётчиков» Суарес проявил себя, как вратарь-бомбардир, забив несколько голов с пенальти и штрафные. В 2006 году Уго помог команде выиграть чемпионат. В 2008 году он на правах аренды выступал за «Реал Потоси».
В 2010 году Суарес перешёл в «Ориенте Петролеро». 7 марта в матче против «Реал Маморе» он дебютировал за новый клуб. 16 мая в поединке против «Стронгеста» Уго забил свой первый гол за «Ориенте», пробивая штрафной недалеко он попал в стенку, второй удар по отскочившему мячу Густаво Фернандес парировать не смог. По итогам сезона Сураес во второй раз стал чемпионом Боливии.
В 2012 году Уго вернулся в «Хорхе Вильстерманн» и отыграл за «лётчиков» следующие два сезона, забив три гола. Летом 2014 года он перешёл в «Блуминг». 11 августа в матче против «Насьональ Потоси» Суарес дебютировал за новую команду. 1 декабря 2016 года в поединке против своего бывшего клуба Хорхе Вильстерманн Суарес забил свой первый гол за Блуминг.

## Международная карьера
В 2001 году в составе молодёжной сборной Боливии Суарес принял участие в молодёжном чемпионате Южной Америки в Эквадоре.
10 июня 2003 года в товарищеском матче против сборной Португалии Суарес дебютировал за сборную Боливии.
В 2007 году Уго попал в заявку на участие в Кубке Америки в Венесуэле. На турнире он сыграл в матче против сборной Перу.
В 2015 году Суарес во второй раз принял участие в Кубке Америки в Чили. На турнире он был запасным голкипером и на поле не вышел.

## Достижения
Командные
 «Хорхе Вильстерманн»
- Чемпионат Боливии по футболу — Клаусура 2006

 «Ориенте Петролеро»
- Чемпионат Боливии по футболу — Клаусура 2010